# Troy, Maine
Troy är en kommun (town) i Waldo County i delstaten Maine i USA. Vid 2010 års folkräkning hade Troy 1 030 invånare.